# Newville, Alabama
Newville este un târg din statul Alabama, Statele Unite ale Americii. Face parte din Zona metropolitană Dothan a statului Alabama. În Newville se găsesc două școli.
La recensământul din 2000, populația a fost de 553 de locuitori. La recensământul din 2010, populația a fost de 539 de locuitori, aflată în scădere cu 2,5%.

## Geografie
Newville se află la 31°25′19″N 85°20′11″V / 31.42194°N 85.33639°V (31.421841, -85.336434).
Conform United States Census Bureau, orașul are o întindere de aproximativ 10,4 km² din care 100% este uscat și 0% apă.

## Populație
Conform recensănântului din 2000, în oraș au fost la acel moment 553 oameni, 221 case, și 163 de familii. Densitatea populației era de 53,1 loc/km². Dintre locuitorii orașului, 52,8% erau albi, 44,3% erau negri și africani americani, 2,71% din alte rase și 0,18% de 2 sau mai multe rase. 2,35% din populație era hispanică și latină.
Media de vârstă este de 35 de ani, 63,1% din populație a absolvit cel puțin liceul, 34,6% din populație trăiește sub nivelul de sărăcie iar 16 persoane sunt veterani.

## Localități învecinate
Figura de mai jos arată localitățile imediat învecinate cu Newville. Un punct galben arată o localitate cu mai mult de 20.000 de locuitori iar un punct negru arată o localitate cu mai puțin de 20.000 de locuitori.